# El Retiro (Quilpué)
El Barrio El Retiro es un tradicional barrio residencial ubicado en el extremo norte de la comuna de Quilpué, en la Región de Valparaíso, Chile. Su nombre proviene del antiguo fundo que se ubicaba en el sector, llamado así por lo aislado que se encontraba con respecto al resto del poblado de Quilpué.
En el sector actualmente ocupado por el barrio, se encontraban siete sitios arqueológicos reconocidos, que fueron destruidos a lo largo del el siglo XX.
Ya como barrio, El Retiro ha sido lugar de residencia de algunos personajes relevantes a para la historia nacional, como el escritor Roberto Bolaño.

## Ubicación
Ubicado en el norte del estero de Quilpué, colinda  al norte con el antiguo fundo San Jorge y al poniente con el fundo El Rebaño. 
El Retiro posee dos vías principales, que comunican con el resto de Quilpué. La primera es el puente de la calle Roosevelt, que cruza el estero Quilpué desde atrás de la antigua fábrica Carozzi, actualmente convertida en el edificio consistorial de la ciudad. El segundo acceso es el puente de la calle San Enrique, que comunica con el barrio de El Sol, hacia el oriente.   

## Historia

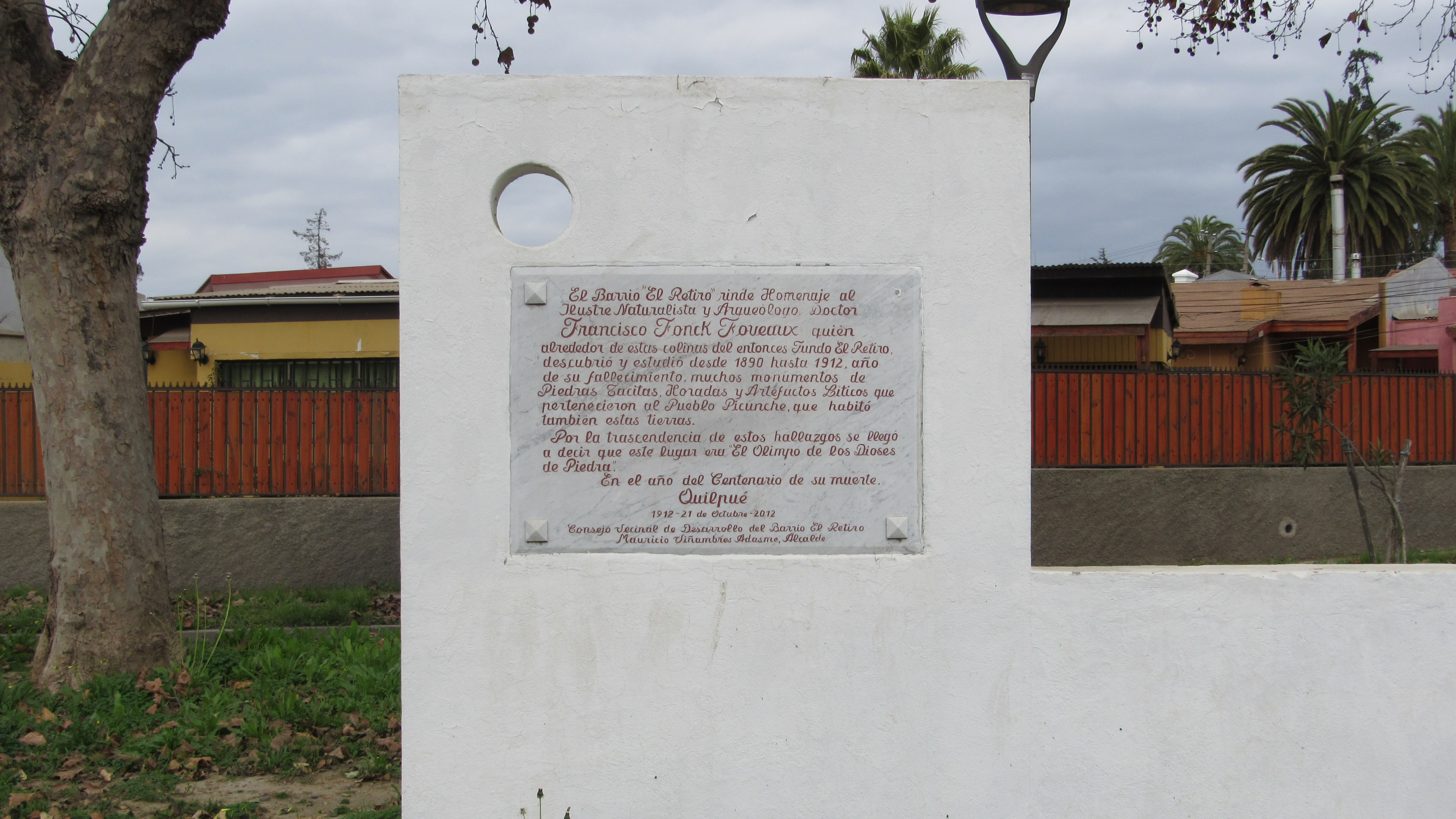
Placa en memoria al trabajo de Francisco Fonck en El Retiro

Desde el periodo prehispánico, el sector que ocupa actualmente el Retiro fue un lugar de actividad humana, específicamente del pueblo Picunche que habitó en el valle de Quilpué, siendo evidencia de esto los siete grupos arqueológicos que se encontraban en el sector, compuestos por varias piedras tacitas. De estos, el conocido como "grupo II" destacó por ser en el cual Francisco Fonck descubrió una pieza arqueológica que reconoció como una lanceta para sangrías.  Este mismo grupo fue calificado por el lingüista Alejandro Cañas Pinochet como el "Olimpo de Chile".
 

La familia Valencia, llegada al valle en el siglo XVIII, fue propietaria del antiguo fundo de El Retiro, en el cual se desarrollaron actividades ganaderas y agrícolas, principalmente el cultivo de viñedos. Posteriormente, el fundo pasó a ser propiedad de José Ramón Sánchez y luego de Juan Luis Sanfuentes en 1896.

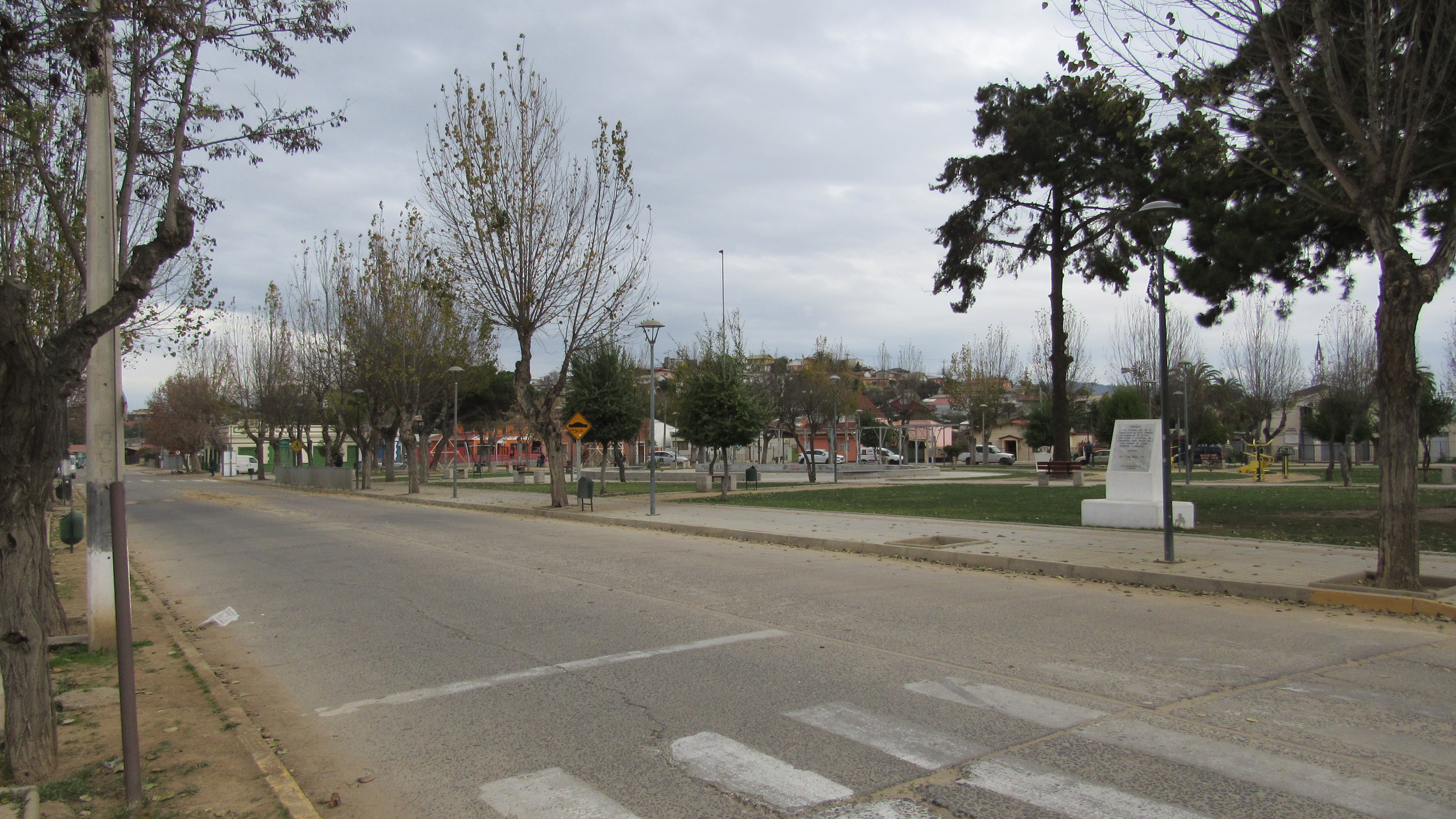
Plaza El Retiro

Paralelamente, desde 1890  Francisco Fonck realizó sus estudios sobre los grupos arqueológicos de El Retiro. Posteriormente, en 1908, su hijo, Julio Fonck, creó un mapa que precisaba los grupos de piedras tácitas que su padre había estudiado, dejando constancia sobre la destrucción de varias de estas.
En 1911 Cora Wargny, propietaria del fundo desde 1902, presentó a la municipalidad el primer plano de la población El Retiro, comenzando su loteo, que contaba con 30 calles, de las cuales varias aún conservan sus nombres originales.  
En 1920, la Caja Nacional de Ahorros de Valparaíso bajo la dirección de Luis Barros Borgoño adquirió un terreno en el sector con el fin de crear un espacio para el descanso y esparcimiento de los empleados pertenecientes a distintas instituciones que en 1953 formarían el Banco Estado. Así fue como se inauguró en 1923 el Balneario El Retiro, diseñado por el arquitecto Ricardo González Cortez, contando con un hotel, seis chalets, parques y jardines. Durante esa década también surgió el club social y deportivo "Albión", formado en un inicio por los vecinos con ayuda de marinos ingleses que visitaban la zona. Este club en la actualidad aún se encuentra activo, en la calle San Luis 1200.
Hacia 1930 la población del barrio estaba formada en gran medida por trabajadores de la cercana fábrica de Carozzi, que se había instalado en Quilpué en 1907. Esta población experimentó muchas carencias materiales, razón por la cual en 1958 se creó el  "Centro para el Progreso" con el fin de implementar proyectos de urbanización que mejorasen la calidad de vida de los vecinos, logrando en 1964 la instalación de una red de agua potable. 
En ocasión del Mundial de Fútbol de 1962, el Balneario del Retiro fue elegido como el lugar de estadía para la selección brasileña.

## Residentes destacados

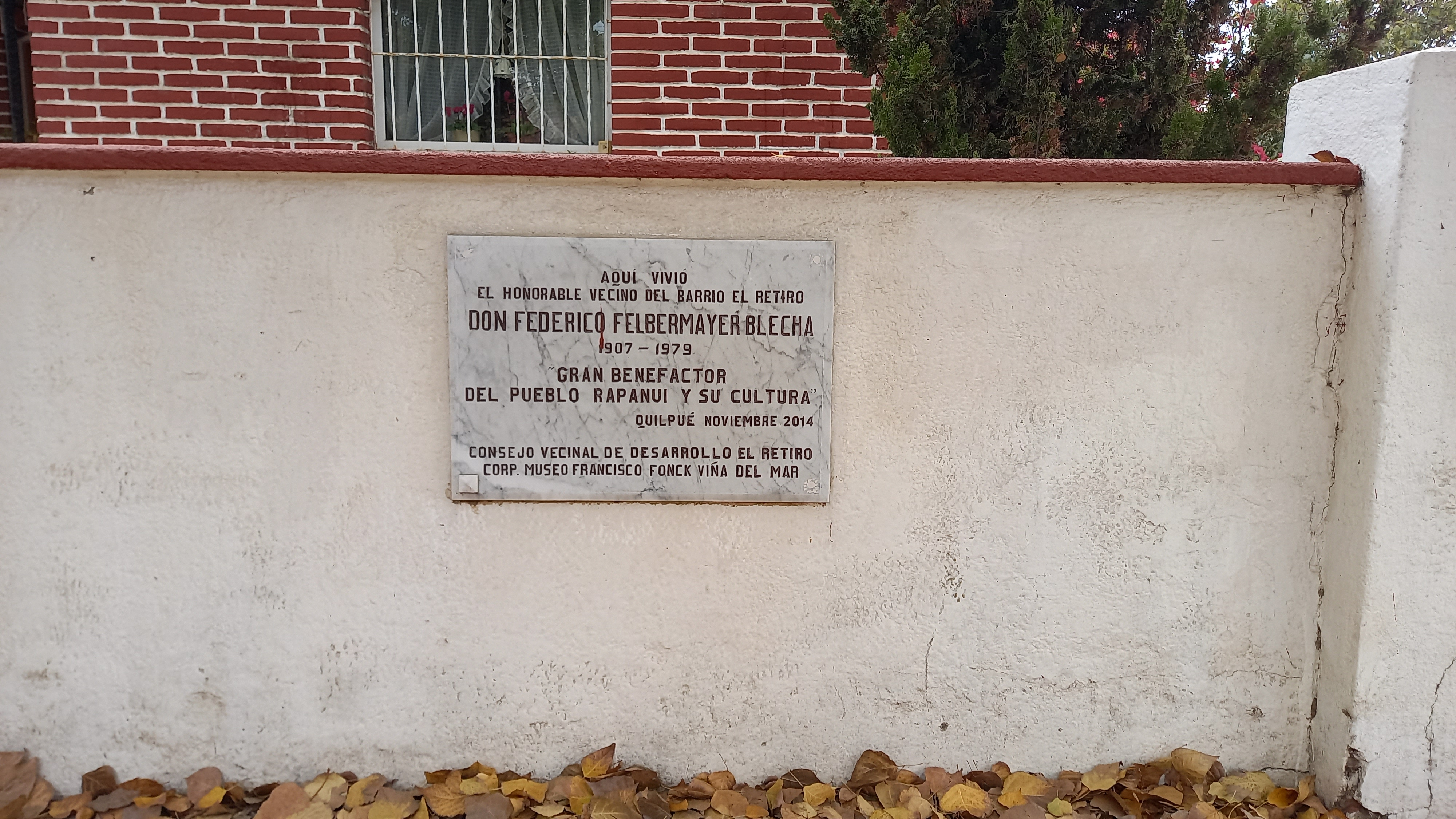
Placa en memoria de Federico Felbermayer

El barrio fue lugar de residencia del escritor Roberto Bolaño, quien vivió allí entre los años 1959 y 1964, en la intersección entre las calles Independencia y San Enrique, a pasos del Balneario del Retiro. La casa en que Bolaño vivió fue propuesta ante el Ministerio de las Culturas como monumento histórico en mayo de 2022 por el colectivo "Monumentos Incómodos".  Mientras vivió en esta, Roberto Bolaño asistió a la Escuela Pública número 98, actualmente conocida como Escuela José Miguel Infante. En 1962, Bolaño tuvo la oportunidad jugar con la selección brasileña, según sus propias palabras: 
“Recuerdo que Vavá me tiró un penal y se lo atajé. Y para mí es la mayor hazaña que he hecho”.
El Retiro también fue sitio de paso para Ricardo Ezzati, Arzobispo de Santiago hasta 2019, que en 1959 ingresó al noviciado de la Congregación Salesiana, ubicada en el Retiro, donde realizó su primera profesión de fe como salesiano en 1961.
Otro vecino ilustre fue el austriaco Federico Felbermayer,  arqueólogo, investigador y benefactor del pueblo rapanui, quien residió durante aproximadamente 29 años, hasta su fallecimiento en 1979.